# Tvättmedel

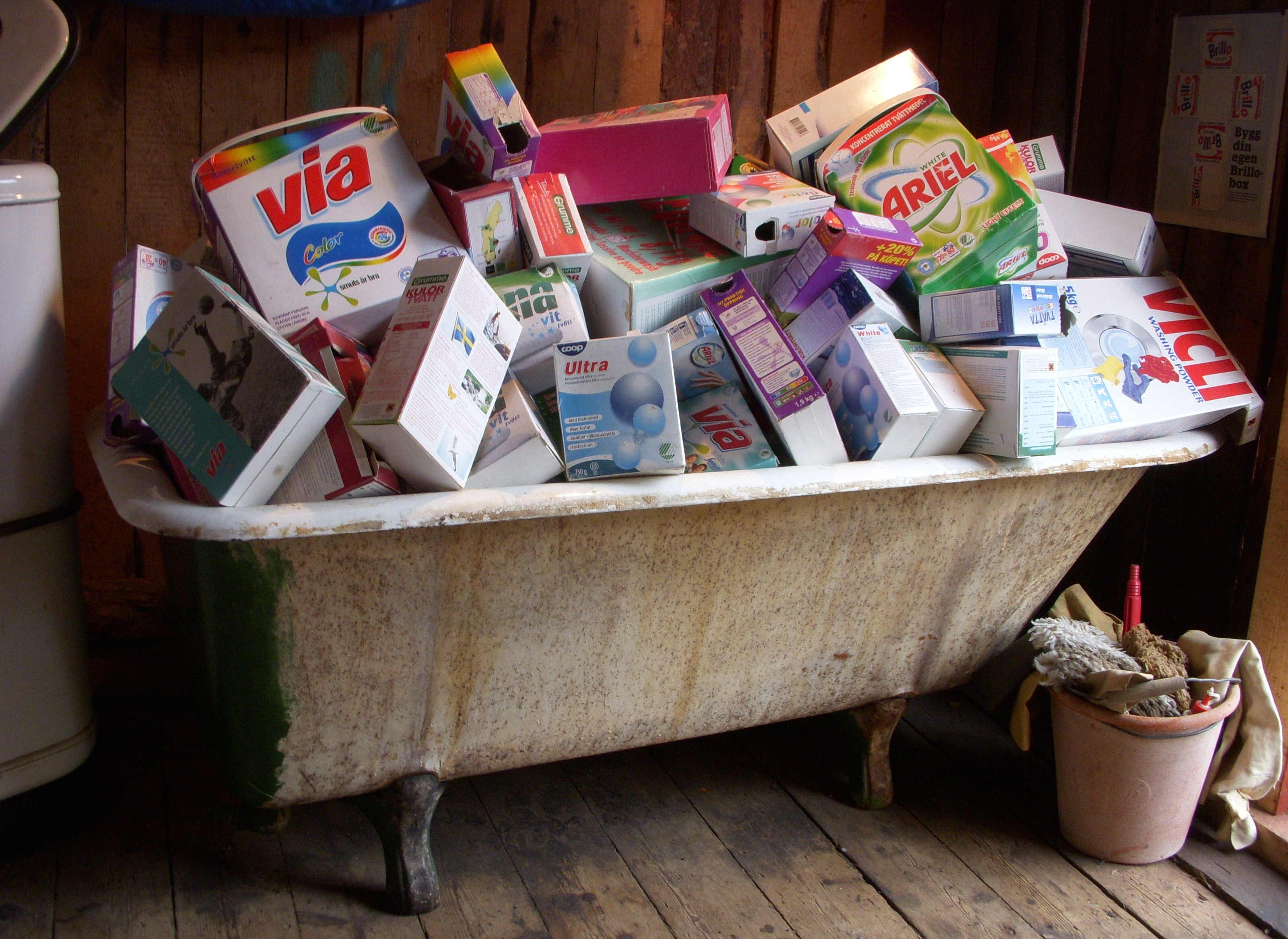
Tvättmedelskartonger i Hagalunds tvätterimuseum

Tvättmedel är en sorts rengöringsmedel som främst är avsett för rengöring, blekning, mjukgöring och desinficering av textilier, så kallad tvätt, för olika vattenkvaliteter och temperaturer. Tvättmedel saluförs oftast i fast form som ett pulver men finns också i flytande form.

## Historia
Westbergs tvättpulver började tillverkas i Sverige år 1890, M. Zadigs tvättpulver började tillverkas i Malmö år 1897. Heymann Blochs tvättpulver tillverkades i Köpenhamn. Tvättmedlet Persil marknadsfördes första gången 6 juni 1907 av Henkel et Cie i Düsseldorf. Dessa tidiga tvättmedel var ofta blandningar av tvålflingor och soda. Persil innehöll även natriumperborat och natriumsilikat. Nuförtiden tillverkas de flesta tvättmedel på syntetisk väg, men fram till 1950-talet var tvålflingor, framtagna från animaliska och vegetabiliska oljor, fortfarande vanligt.

## Funktion
Tvättmedel saluförs i olika former, i pulverform, i flytande form, som gel, förpackade som tabletter, flingor och så vidare. Flytande tvättmedel kan förutom vanlig tvätt användas för att förbehandla svårare fläckar. 
Tvättmedel kan även delas in i grupperna vittvätt och kulörtvätt. Skillnaden mellan dessa är främst att vittvättmedel innehåller blekmedel för att bleka bort fläckar och att bevara textiliernas vita färg. Kulörtvättmedel är avsett för färgade textilier och innehåller inget blekmedel då detta snabbt skulle matta av klädernas färger. Förr innehöll vittvättmedel inte sällan optiska vitmedel, som skulle göra att tvätten såg skinande vit ut, men av bland annat miljöskäl är dessa nu ovanliga. Optiska vitmedel eller blekmedel är inget egentligt blekmedel utan snarare ett färgämne som ger ett ökat intryck av vithet genom fluorescens. 
Tvättmedel är olika effektiva vid olika temperatur på tvättvattnet. Olika ingredienser har olika optimal temperatur. TAED (tetraacetyletylendiamin) är en aktivator som gör att full tvätt- och blekeffekt uppnås av vittvättmedel vid lägre temperatur än utan aktivator (60 grader i stället för 90, sägs ofta). Enzymer i vanliga tvättmedel fungerar ofta bäst vid temperaturer kring 50 grader. Under cirka 60 grader överlever fler mikroorganismer (till exempel sporer från fotsvamp). Konsumentverket rekommenderar privatpersoner en tvättemperatur på minst 60 °C för sänglinne för att tvätten ska bli ren.

## Vanliga ämnen i tvättmedel

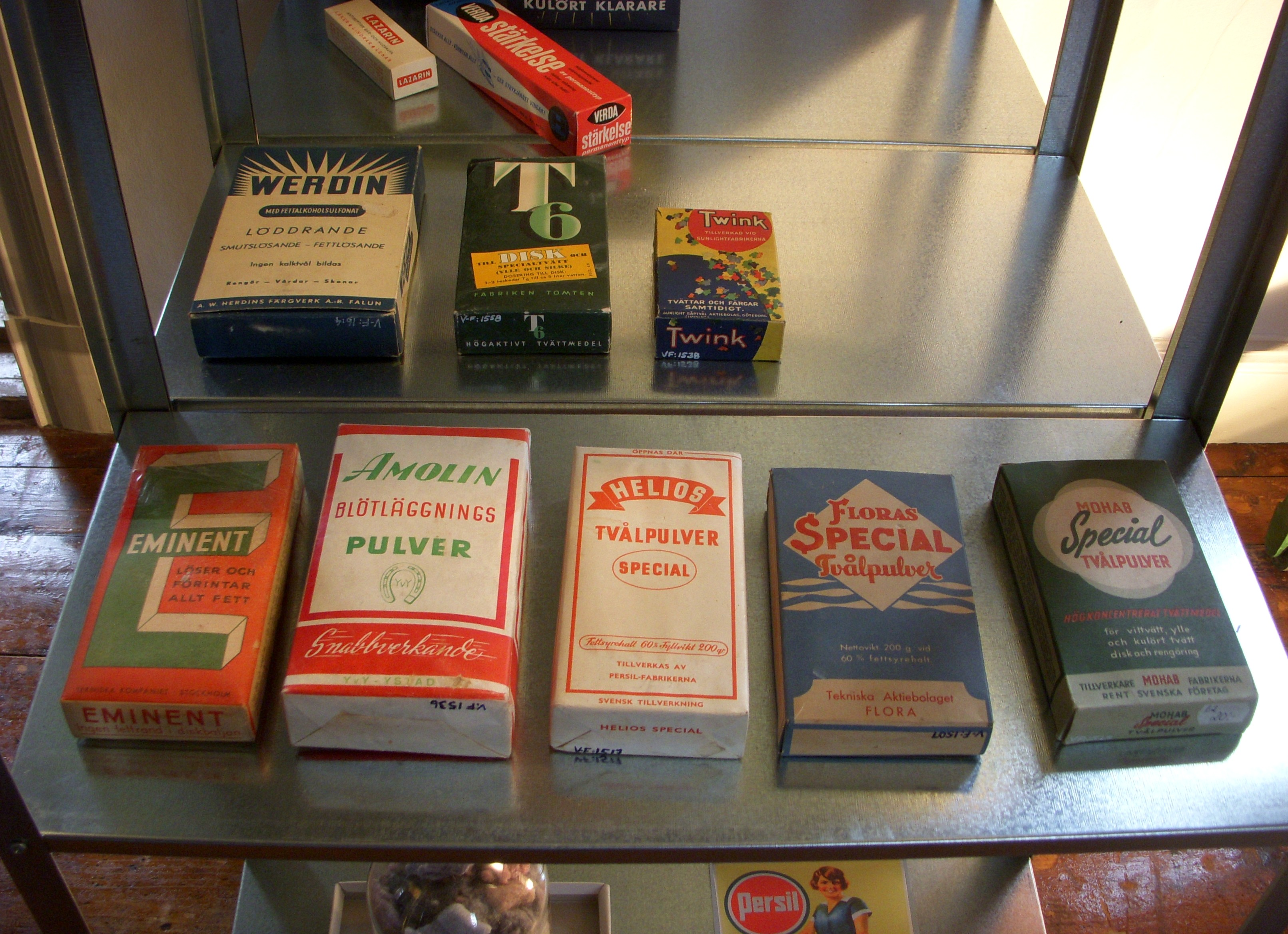
Samling av äldre tvättmedelspaket.

- Surfaktanter. Surfaktanter är ytaktiva ämnen som i tvättmedelssammanhang oftast kallas tensider eller detergenter. Surfaktanter har sådana egenskaper att de kan göra smuts som består av fett vattenlösligt. Surfaktanter sänker även vattnets ytspänning vilket ökar vattnets tvättverkan.
- Vattenavhärdare. Vattenavhärdande ämnen sänker vattnets hårdhet för att öka tensidernas effektivitet och hindra uppkomsten av bland annat kalktvål och andra svårlösliga salter som kan skada både tvätten och tvättmaskinen. Vanliga vattenavhärdande medel är fosfater av olika slag. Idag används oftast zeoliter som byter ut de hårda Ca2+- och Mg2+-jonerna mot den mjukare Na+-jonen. På så sätts mjukgörs hårt vatten.
- Natriumsulfat.  Ett fyllmedel. Ger bra pulveregenskaper åt tvättmedel.
- Blekmedel. Blekmedel används endast i vittvättmedel där det bleker bort svårlösliga fläckar.
- Enzymer. Enzymer i tvättmedel är oftast amylas och proteas. Proteas bryter ned proteiner och proteinhaltiga fläckar som till exempel fläckar av ägg, mjölk och blod.
- Parfym. Parfymer i tvättmedel tillsätts för att ge de tvättade kläderna en fräsch lukt. Vissa andra ingredienser i tvättmedel kan ge en mer ofräsch doft om de inte sköljs ut ordentligt. Ofräsch doft kan uppstå om kemikalier av låg kvalitet används i tvättmedlet eller om tvättmaskinen har beläggningar inuti.
- CMC(karboxymetylcellulosa). Hindrar smutsen från att fastna på tvätten igen, utan håller den i tvättvattnet.

## Tvättmedels miljöpåverkan
Fosfater var länge en viktig beståndsdel i tvättmedel, det verkar som bland annat avhärdare och mjukgörare. Fosfaterna kan samlas upp i slamsamlare på reningsverken, men i glesbygd finns många hushåll som inte är anslutna till reningsverk. Fosfater från sådana hushåll bidrar till övergödningen av sjöar och vattendrag och fosfattvättmedel har därför totalförbjudits i vissa länder, däribland Sverige och Tyskland. Fosfatfria tvättmedel innehåller istället ofta kiselhaltiga leror, zeoliter, såpa (såpabaserat tvättmedel) som allmänt anses vara bättre ur miljösynpunkt.

## Irriterad hud och allergiska reaktioner p.g.a. tvättmedel
Rester av tvättmedel kan irritera huden. Det är främst tensider, färgämnen, parfymer, vissa komplexbindare (till exempel zeolit), alkaliska ämnen, blekmedel och eventuella konserveringsmedel som kan ge hälsoeffekter. Små hårda partiklar kan bli kvar på ytan av tygfibrerna, så kallade inkruster, som kan orsaka hudirritation och/eller göra att tyget blir styvare. Inkrusterna kan bestå av både oorganiskt och organiskt material. De oorganiska partiklarna innehåller oftast kalcium- och magnesiumföreningar samt zeolit, de organiska främst tvålrester. Fosfatbaserade tvättmedel lämnar normalt mindre mängd inkruster än tvättmedel utan fosfater. Vid tvätt i för hög temperatur riskerar man ökad mängd inkruster. Vid så kallad renrumstvätt inom elektronik- och läkemedelsindustrin eller för operationstextilier används ej tvättmedel med zeoliter, då de dammar. Konsumentverkets tidskrift Råd och Rön konstaterade 2007 i ett test av tvättmaskiner för hemmabruk att "för att få tvätten bra sköljd måste du välja extra sköljning". För att få bort organiska inkruster används tvätt i något organiskt lösningsmedel, till exempel etanol.

## Kuriosum
Björn Gillberg visade i TV att gräddersättningsmedlet Prädd gick alldeles utmärkt att tvätta kläder med. Testet hade gjorts ovetenskapligt utan kontrolltvätt med andra gräddersättningsmedel, men skadan var ändå redan skedd. Prädd försvann från marknaden tämligen omgående då försäljningen i princip upphörde.